# Superfície paramétrica
Uma superfície paramétrica é uma superfície no espaço euclidiano {\displaystyle \mathbb {R} ^{3}} que é definida por uma equação paramétrica com dois parâmetros {\displaystyle {\vec {r}}:\mathbb {R} ^{2}\rightarrow \mathbb {R} ^{3}.} A representação paramétrica é uma maneira muito geral de especificar uma superfície, assim como a representação implícita. Superfícies que ocorrem em dois dos teoremas principais do cálculo vetorial, teorema de Stokes e o teorema da divergência, são frequentemente fornecidas de forma paramétrica. A curvatura e o comprimento do arco de curvas na superfície, área de superfície, invariantes geométricas diferenciais, como a primeira e segunda formas fundamentais, curvaturas gaussianas, médias e principais podem ser calculadas a partir de uma determinada parametrização.

## Exemplos

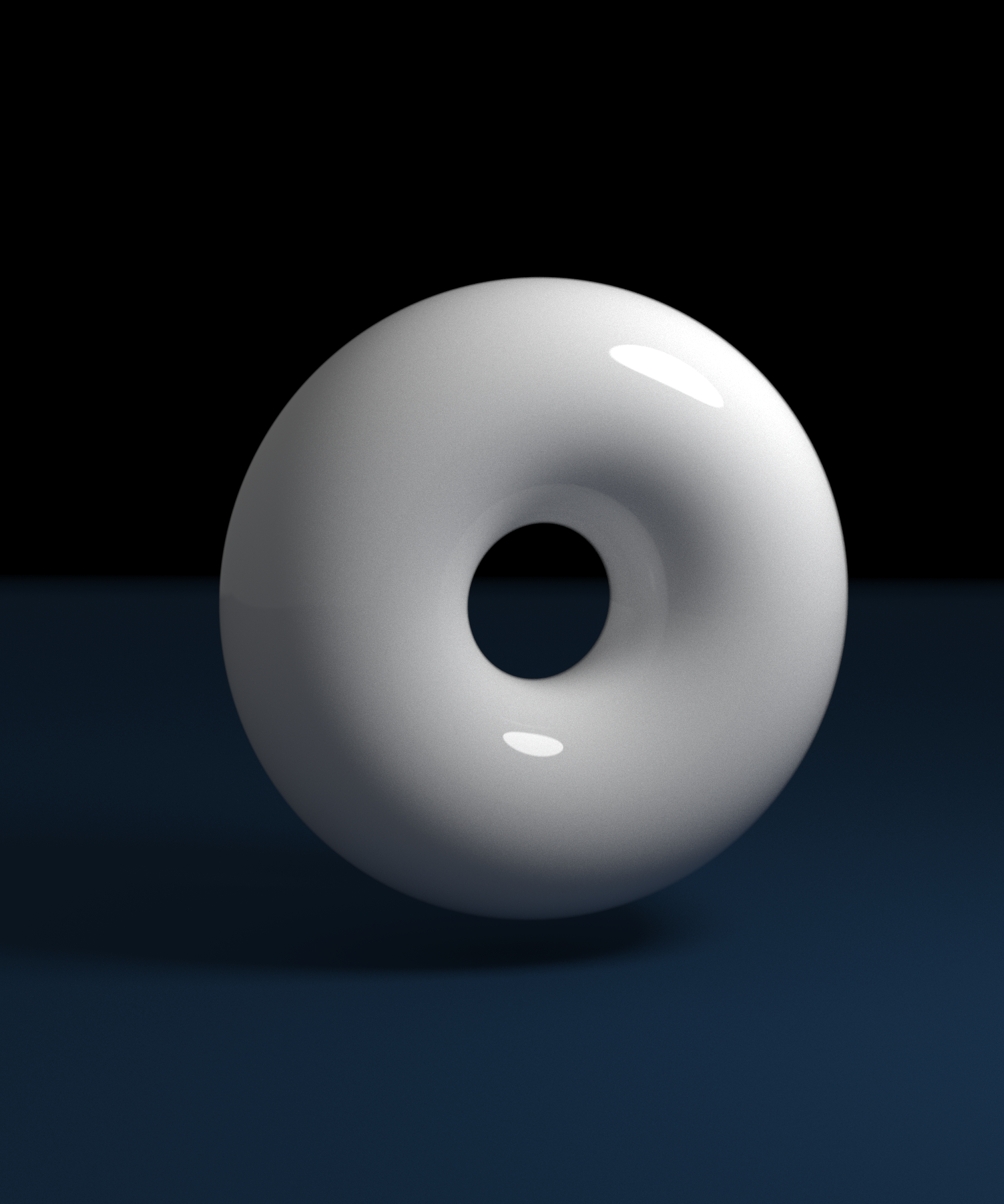
Toro, criado com as equações: x = r sin v; y = (R + r cos v) sin u; z = (R + r cos v) cos u.

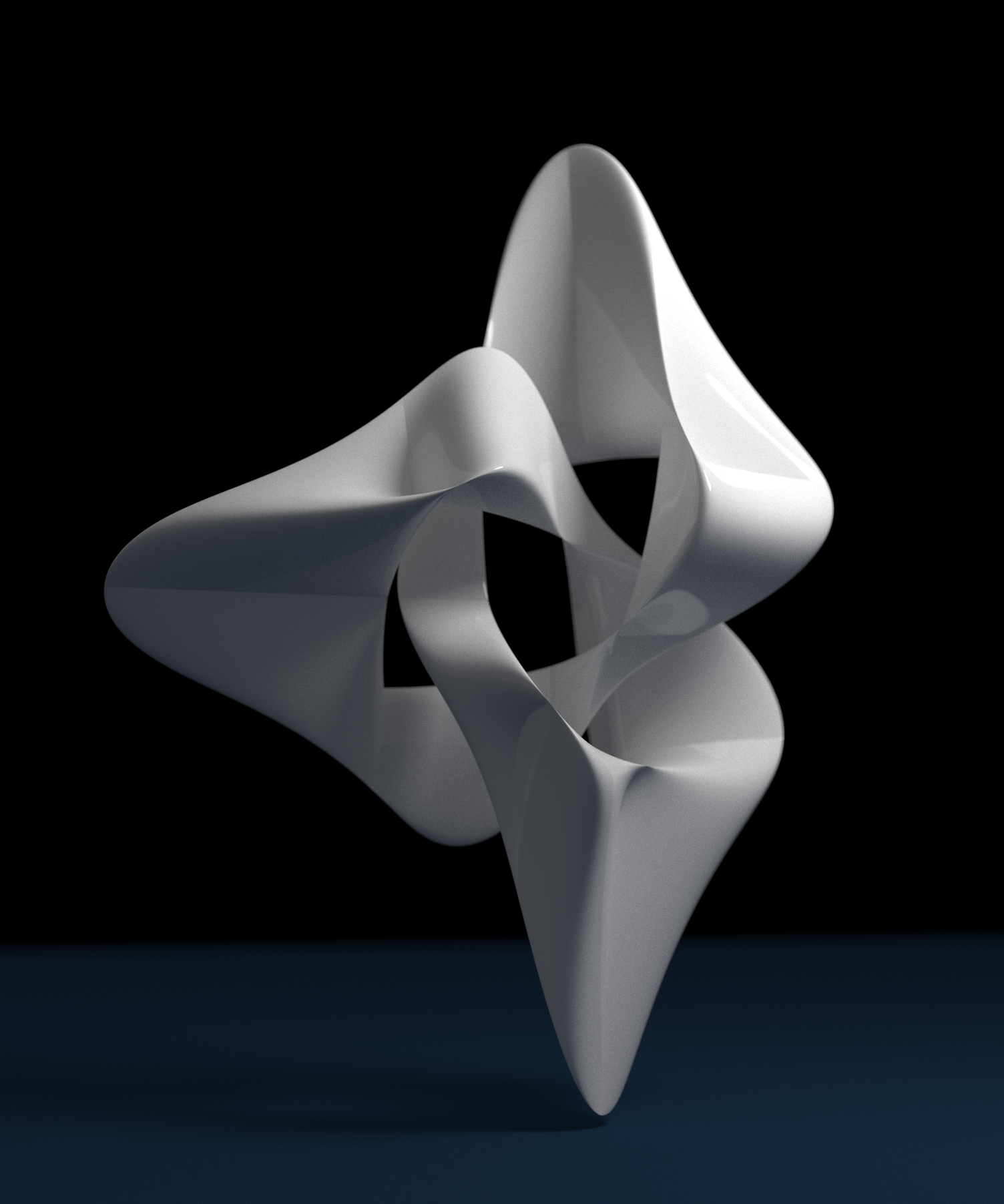
Superfície paramétrica formando um nó de trevo, detalhes da equação no código fonte anexado.

- O tipo mais simples de superfícies paramétricas é dado pelos gráficos de funções de duas variáveis:

{\displaystyle z=f(x,y),\quad {\vec {r}}(x,y)=(x,y,f(x,y)).}
- Uma superfície racional é uma superfície que admite parametrizações por uma função racional. Uma superfície racional é uma superfície algébrica. Dada uma superfície algébrica, geralmente é mais fácil decidir se é racional do que calcular sua parametrização racional, se existir.
- Superfícies de revolução fornecem outra classe importante de superfícies que podem ser facilmente parametrizadas. Se o gráfico z = f(x), a ≤ x ≤ b for girado em torno do eixo z-a superfície resultante terá uma parametrização.

{\displaystyle {\vec {r}}(u,\phi )=(u\cos \phi ,u\sin \phi ,f(u)),\quad a\leq u\leq b,0\leq \phi <2\pi .}
Também pode ser parametrizado
{\displaystyle {\vec {r}}(u,v)=\left(u{\frac {1-v^{2}}{1+v^{2}}},u{\frac {2v}{1+v^{2}}},f(u)\right),\quad a\leq u\leq b,}
mostrando que, se a função f é racional, a superfície é racional.
- O cilindro circular reto de raio R em torno do eixo x tem a seguinte representação paramétrica:

{\displaystyle {\vec {r}}(x,\phi )=(x,R\cos \phi ,R\sin \phi ).}
- Usando as coordenadas esféricas, a esfera unitária pode ser parametrizada por

{\displaystyle {\vec {r}}(\theta ,\phi )=(\cos \theta \sin \phi ,\sin \theta \sin \phi ,\cos \phi ),\quad 0\leq \theta <2\pi ,0\leq \phi \leq \pi .}
Essa parametrização quebra nos pólos norte e sul, onde o ângulo de azimute θ não é determinado exclusivamente. A esfera é uma superfície racional.
A mesma superfície admite muitas parametrizações diferentes. Por exemplo, o plano z da coordenada pode ser parametrizado como
{\displaystyle {\vec {r}}(u,v)=(au+bv,cu+dv,0)}
para quaisquer constantes a, b, c, d tais que ad − bc ≠ 0, ou seja, a matriz {\displaystyle {\begin{bmatrix}a&b\\c&d\end{bmatrix}}} é invertível.

## Geometria diferencial local
A forma local de uma superfície paramétrica pode ser analisada considerando a expansão de Taylor da função que a determina. O comprimento do arco de uma curva na superfície e na área da superfície pode ser encontrado usando a integração.

### Notação
Seja a superfície paramétrica dada pela equação
{\displaystyle {\vec {r}}={\vec {r}}(u,v),}
onde {\displaystyle {\vec {r}}} é uma função com valor vetorial dos parâmetros (u, v) e os parâmetros variam dentro de um determinado domínio D no plano uv paramétrico. As primeiras derivadas parciais com relação aos parâmetros são geralmente indicadas {\displaystyle {\vec {r}}_{u}:={\frac {\partial {\vec {r}}}{\partial u}}} e {\displaystyle {\vec {r}}_{v},} e da mesma forma para os derivativos mais altos, {\displaystyle {\vec {r}}_{uu},{\vec {r}}_{uv},{\vec {r}}_{vv}.}
No cálculo vetorial, os parâmetros são frequentemente indicados (s,t) e as derivadas parciais são gravadas usando a notação ∂:
{\displaystyle {\frac {\partial {\vec {r}}}{\partial s}},{\frac {\partial {\vec {r}}}{\partial t}},{\frac {\partial ^{2}{\vec {r}}}{\partial s^{2}}},{\frac {\partial ^{2}{\vec {r}}}{\partial s\partial t}},{\frac {\partial ^{2}{\vec {r}}}{\partial t^{2}}}.}

### Plano tangente e vetor normal
A parametrização é regular para os valores fornecidos dos parâmetros se os vetores
{\displaystyle {\vec {r}}_{u},{\vec {r}}_{v}}
são linearmente independentes. O plano tangente num ponto regular é o plano afim em R3 gerado por estes vectores e que passa através do ponto r(u, v) na superfície determinada pelos parâmetros. Qualquer vetor tangente pode ser decomposto exclusivamente em uma combinação linear de {\displaystyle {\vec {r}}_{u}} e {\displaystyle {\vec {r}}_{v}.}. O produto vetorial desses vetores é um vetor normal para o plano tangente. Dividir esse vetor por seu comprimento gera um vetor normal unitário para a superfície parametrizada em um ponto regular:
{\displaystyle {\vec {n}}={\frac {{\vec {r}}_{u}\times {\vec {r}}_{v}}{\left|{\vec {r}}_{u}\times {\vec {r}}_{v}\right|}}.}
Em geral, existem duas opções do vetor normal unitário para uma superfície em um determinado ponto, mas para uma superfície parametrizada regular, a fórmula anterior escolhe consistentemente uma delas e, portanto, determina uma orientação da superfície. Algumas das diferenciais geométricas invariantes de uma superfície em R3 são definidas pela própria superfície e são independentes da orientação, enquanto outros mudam o sinal se a orientação é invertida.

### Área de superfície
A área superficial pode ser calculada integrando o comprimento do vetor normal {\displaystyle {\vec {r}}_{u}\times {\vec {r}}_{v}} à superfície sobre a região apropriada D no plano paramétrico uv:
{\displaystyle A(D)=\iint _{D}\left|{\vec {r}}_{u}\times {\vec {r}}_{v}\right|dudv.}
Embora essa fórmula forneça uma expressão fechada para a área superficial, para todas as superfícies, exceto as muito especiais, isso resulta em uma integral dupla complicada, que normalmente é avaliada usando um sistema de álgebra computacional ou aproximada numericamente. Felizmente, muitas superfícies comuns formam exceções e suas áreas são explicitamente conhecidas. Isso é verdade para um cilindro circular, esfera, cone, toro, e algumas outras superfícies de revolução.
Isso também pode ser expresso como uma integral de superfície sobre o campo escalar 1:
{\displaystyle \int _{S}1\,dS.}

### Primeira forma fundamental
A primeira forma fundamental é uma forma quadrática
{\displaystyle I=Edu^{2}+2Fdudv+Gdv^{2}}
no plano tangente à superfície que é usada para calcular distâncias e ângulos. Para uma superfície parametrizada {\displaystyle {\vec {r}}={\vec {r}}(u,v),} seus coeficientes podem ser calculados da seguinte forma:
{\displaystyle E={\vec {r}}_{u}\cdot {\vec {r}}_{u},\quad F={\vec {r}}_{u}\cdot {\vec {r}}_{v},\quad G={\vec {r}}_{v}\cdot {\vec {r}}_{v}.}
O comprimento do arco das curvas parametrizadas na superfície S, o ângulo entre as curvas em S, e a área da superfície admitem expressões em termos da primeira forma fundamental.
Se (u(t), v(t)), a ≤ t ≤ b representa uma curva parametrizada nesta superfície, então seu comprimento de arco pode ser calculado como a integral:
{\displaystyle \int _{a}^{b}{\sqrt {E\,u'(t)^{2}+2F\,u'(t)v'(t)+G\,v'(t)^{2}}}\,dt.}
A primeira forma fundamental pode ser vista como uma família de formas bilineares simétricas definidas positivas no plano tangente em cada ponto da superfície, dependendo suavemente do ponto. Essa perspectiva ajuda a calcular o ângulo entre duas curvas em S que se cruzam em um determinado ponto. Esse ângulo é igual ao ângulo entre os vetores tangentes às curvas. A primeira forma fundamental avaliada nesse par de vetores é o seu produto escalar, e o ângulo pode ser encontrado na fórmula padrão
{\displaystyle \cos \theta ={\frac {{\vec {a}}\cdot {\vec {b}}}{\left|{\vec {a}}\right||{\vec {b}}|}}}
expressando o cosseno do ângulo através do produto escalar.
A área de superfície pode ser expressa em termos da primeira forma fundamental da seguinte forma:
{\displaystyle A(D)=\iint _{D}{\sqrt {EG-F^{2}}}\,dudv.}
Pela identidade de Lagrange, a expressão sob a raiz quadrada é precisamente {\displaystyle \left|{\vec {r}}_{u}\times {\vec {r}}_{v}\right|^{2}}, e, portanto, é estritamente positivo nos pontos regulares.

### Segunda forma fundamental
A segunda forma fundamental
{\displaystyle \mathrm {II} =L\,{\text{d}}u^{2}+2M\,{\text{d}}u\,{\text{d}}v+N\,{\text{d}}v^{2}}
é uma forma quadrática no plano tangente à superfície que, juntamente com a primeira forma fundamental, determina as curvaturas das curvas na superfície. No caso especial quando (u, v) = (x, y) e o plano tangente à superfície no ponto dado é horizontal, a segunda forma fundamental é essencialmente a parte quadrática da expansão de Taylor de z em função de x e y.
Para uma superfície paramétrica geral, a definição é mais complicada, mas a segunda forma fundamental depende apenas das derivadas parciais de ordem um e dois. 
Seus coeficientes são definidos como projeções das segundas derivadas parciais de {\displaystyle {\vec {r}}} no vetor normal da unidade {\displaystyle {\vec {n}}} definido pela parametrização:
{\displaystyle L={\vec {r}}_{uu}\cdot {\vec {n}},\quad M={\vec {r}}_{uv}\cdot {\vec {n}},\quad N={\vec {r}}_{vv}\cdot {\vec {n}}.\quad }
Como a primeira forma fundamental, a segunda forma fundamental pode ser vista como uma família de formas bilineares simétricas no plano tangente em cada ponto da superfície, dependendo suavemente do ponto.

### Curvatura
A primeira e a segunda formas fundamentais de uma superfície determinam seus importantes invariantes diferencial-geométricos: a curvatura gaussiana, a curvatura média, e as curvaturas principais.
As principais curvaturas são os invariantes do par, consistindo na segunda e na primeira formas fundamentais. São as raízes κ1, κ2 da equação quadrática
{\displaystyle \det(\mathrm {II} -\kappa \mathrm {I} )=0,\quad \det \left|{\begin{matrix}L-\kappa E&M-\kappa F\\M-\kappa F&N-\kappa G\end{matrix}}\right|=0.}
A curvatura gaussiana K = κ1κ2 e a curvatura média H = (κ1 + κ2)/2 podem ser calculadas da seguinte forma:
{\displaystyle K={LN-M^{2} \over EG-F^{2}},\quad H={EN-2FM+GL \over 2(EG-F^{2})}.}
Até um sinal, essas quantidades são independentes da parametrização usada e, portanto, formam ferramentas importantes para analisar a geometria da superfície. Mais precisamente, as curvaturas principais e a curvatura média alteram o sinal se a orientação da superfície for invertida, e a curvatura gaussiana é totalmente independente da parametrização.
O sinal da curvatura gaussiana em um ponto determina a forma da superfície próxima a esse ponto: para K > 0 a superfície é localmente convexa e o ponto é chamado elíptico, enquanto que para K < 0 a superfície é em forma de sela e o ponto é chamado hiperbólico. Os pontos em que a curvatura gaussiana é zero são chamados parabólicos. Em geral, os pontos parabólicos formam uma curva na superfície chamada linha parabólica. A primeira forma fundamental é definida positivamente, portanto seu determinante EG − F2 é positivo em todos os lugares. Portanto, o sinal de K coincide com o sinal de LN − M2, o determinante do segundo fundamental.
Os coeficientes da primeira forma fundamental apresentada acima podem ser organizados em uma matriz simétrica:
{\displaystyle F_{1}={\begin{bmatrix}E&F\\F&G\end{bmatrix}}.}
E o mesmo para os coeficientes da segunda forma fundamental, também apresentados acima:
{\displaystyle F_{2}={\begin{bmatrix}L&M\\M&N\end{bmatrix}}.}
Definindo agora matriz {\displaystyle A=F_{1}^{-1}F_{2}}, as curvaturas principais κ1 e κ2 são os autovalores de A.
Agora, se v1=(v11,v12) é o autovetor de A correspondente à curvatura principal κ1, o vetor unitário na direção de {\displaystyle {\vec {t}}_{1}=v_{11}{\vec {r}}_{u}+v_{12}{\vec {r}}_{v}} é chamado o vetor principal correspondente à curvatura principal κ1.
Portanto, se v2=(v21,v22) é o autovetor de A correspondente à curvatura principal κ2, o vetor unitário na direção de {\displaystyle {\vec {t}}_{2}=v_{21}{\vec {r}}_{u}+v_{22}{\vec {r}}_{v}} é chamado o vetor principal correspondente à curvatura principal κ2.